# 城野分屯地
城野分屯地（じょうのぶんとんち、JGSDF Vice-Camp Jyono）は、福岡県北九州市小倉北区片野新町3-1-1に所在していた陸上自衛隊小倉駐屯地の分屯地。2008年（平成20年）3月24日付をもって閉鎖された。現在、跡地は城野団地等、JR城野駅前の再開発に充てられている。

## 沿革
陸上自衛隊城野分屯地
- 1957年（昭和32年）11月20日：城野分屯地が開設され、陸上自衛隊九州地区補給処城野支処が編成完結。
- 1998年（平成10年）3月26日：陸上自衛隊九州補給処城野支処に改称。
- 2008年（平成20年）3月24日：城野支処の廃止により城野分屯地が閉鎖。

## 過去に駐屯していた部隊等
- 九州補給処城野支処（打殻薬莢類保管庫を小倉駐屯地富野分屯地に移転。）
- 第304基地通信中隊城野派遣隊
- 第103地区警務隊城野連絡班
- 自衛隊福岡地方協力本部北九州出張所（小倉駐屯地に移転。）

## 最寄の幹線交通
- 高速道路：九州自動車道小倉東IC、北九州高速4号線足立出入口、紫川出入口
- 一般道：国道10号、国道322号、福岡県道265号城野砂津線、福岡県道51号曽根鞘ヶ谷線
- 鉄道：JR九州日豊本線/日田彦山線城野駅
- 港湾：北九州港（特定重要港湾）、苅田港、三池港（重要港湾）
- 飛行場：北九州空港（第二種空港）